# بابوشنیتسا
بابوشنیتسا (به صربی: Babušnica) یک شهرستان در صربستان است که در ناحیه پیروت واقع شده‌است. بابوشنیتسا ۴۷۰ متر بالاتر از سطح دریا واقع شده‌است.